# E電視0655&2355

E電視0655&2355

《E電視0655》（日語：Eテレ0655）和《E電視2355》（日語：Eテレ2355）是日本NHK教育電視台自2010年3月29日開始播出的兩個迷你節目，時長5分。兩個節目雖然播出時間不同，但製作人員和節目形式基本相同，是兄弟節目。《E電視0655》在每週一至週五早上6點55分播出，《E電視2355》則在每週一至週五晚間23點55分播出。在每年元旦及暑假等期間，《E電視0655》與《E電視2355》會播出特別節目。

## 外部連結
- Eテレ
  - Eテレ0655（页面存档备份，存于）
  - Eテレ2355（页面存档备份，存于）
- YouTube上的John Wood and Paul Harrison